# Bautista Barros Schelotto
Bautista Barros Schelotto Suárez (La Plata, 13 gennaio 2000) è un calciatore argentino, centrocampista del Platense in prestito dal Gimnasia (LP).

## Biografia
È figlio di Guillermo Barros Schelotto e nipote di Gustavo Barros Schelotto.

## Carriera
Barros Schelotto è cresciuto nel settore giovanile del Gimnasia (LP), con cui ha debuttato il 24 marzo 2021 nell'incontro di Copa Argentina vinto 5-0 contro il Dock Sud. Il 2 agosto 2021 ha firmato il suo primo contratto professionistico. Ha segnato il suo primo gol il 1º aprile 2023 nella trasferta di Superliga persa 3-1 contro il Rosario Central.
Il 29 febbraio 2024 è stato ceduto in prestito al Platense.

## Statistiche

### Presenze e reti nei club
Statistiche aggiornate al 4 maggio 2025.
| Stagione             | Squadra              | Campionato           | Campionato | Campionato | Coppe nazionali | Coppe nazionali | Coppe nazionali | Coppe continentali | Coppe continentali | Coppe continentali | Altre coppe | Altre coppe | Altre coppe | Totale | Totale | Totale |
| Stagione             | Squadra              | Comp                 | Pres       | Reti       | Comp            | Pres            | Reti            | Comp               | Pres               | Reti               | Comp        | Pres        | Reti        | Pres   | Reti   |        |
| -------------------- | -------------------- | -------------------- | ---------- | ---------- | --------------- | --------------- | --------------- | ------------------ | ------------------ | ------------------ | ----------- | ----------- | ----------- | ------ | ------ | ------ |
| 2021                 | Gimnasia (LP)        | PD                   | 0          | 0          | CA+CdL          | 1+0             | 0               | -                  | -                  | -                  | -           | -           | -           | 1      | 0      |        |
| 2022                 | Fénix                | PBM                  | 12         | 0          | CA              | 0               | 0               | -                  | -                  | -                  | -           | -           | -           | 12     | 0      |        |
| 2023                 | Gimnasia (LP)        | PD                   | 14         | 1          | CA+CdL          | 0+3             | 0               | CS                 | 4                  | 0                  | -           | -           | -           | 21     | 1      |        |
| 2024                 | Gimnasia (LP)        | PD                   | 0          | 0          | CA+CdL          | 1+0             | 0               | -                  | -                  | -                  | -           | -           | -           | 1      | 0      |        |
| Totale Gimnasia (LP) | Totale Gimnasia (LP) | Totale Gimnasia (LP) | 14         | 1          |                 | 5               | 0               |                    | 4                  | 0                  |             | -           | -           | 23     | 1      |        |
| 2024                 | Platense             | PD                   | 17         | 0          | CA+CdL          | 1+3             | 0               | -                  | -                  | -                  | -           | -           | -           | 21     | 0      |        |
| 2025                 | Platense             | PD                   | 6          | 0          | CA              | 0               | 0               | -                  | -                  | -                  | -           | -           | -           | 6      | 0      |        |
| Totale Platense      | Totale Platense      | Totale Platense      | 23         | 0          |                 | 4               | 0               |                    | -                  | -                  |             | -           | -           | 27     | 0      |        |
| Totale carriera      | Totale carriera      | Totale carriera      | 49         | 1          |                 | 9               | 0               |                    | 4                  | 0                  |             | -           | -           | 62     | 1      |        |

## Palmarès

### Club

#### Competizioni nazionali
- Campionato argentino: 1

Platense: 2025 (Apertura)